# مقبرة منف
تضم مقبرة منف أجزاء من مصر السفلى والوسطى. هو المصطلح العام للعديد من المقابر، وهي حقول الأهرامات المصرية بما في ذلك المدافن المرتبطة بالمسؤولين وأفراد العائلات المالكة بين ميدوم وأبو رواش على الضفة الغربية لنهر النيل بالقرب من القاهرة، والتي تنتمي إلى عاصمة المملكة المصرية القديمة منف. هذه المنطقة هي واحدة من مواقع التراث العالمي لليونسكو في مصر. تنتمي معظم المواقع إلى محافظة الجيزة.

## التاريخ
أكثر الهياكل الأثرية هي بلا شك الأهرامات المصرية، ولا سيما أهرامات الجيزة، وأكبرها، الهرم الأكبر، أحد عجائب الدنيا السبع.
الأهرامات لا تقف هنا كهياكل فردية. إنها جزء من مجمع معابد الوادي، الطريق من معبد الوادي إلى المعبد الجنائزي إلى الشرق من الهرم والهرم نفسه. لكن مجمع الهرم لا يجب أن يُنظر إليه على أنه نصب تذكاري ضخم أو قبر ضخم أو رمز السلطة للملك المتوفى - لهذا حتى أسماء الملوك مفقودة في العديد من الأهرامات - لكنها المعدات اللازمة للطقوس لضمان استمرار وجود الملك المؤلَّف وشعبه. تتم عبادة الموتى في الأهرامات بعد فترة طويلة من وفاتهم، وكان لمجمعات الأهرام أراضيها الخاصة بما في ذلك الموظفين وكهنة هم لهذا الغرض.
تم استخدام هذا الشكل من أشكال الدفن في المملكتين القديمة والوسطى. فقط في بداية المملكة المصرية الوسطى، في الأسرة الحادية عشر وبداية الأسرة الثانية عشرة، تم دفن الأمراء والملوك اللاحقين في طيبة. فقط في المملكة الحديثة يتغير شكل الدفن: تم وضع المقابر الملكية في وادي الملوك، حدثت عبادة الموت في منازل عمرها مليون عام على حافة الأرض الخصبة، بعيدًا عن القبور.
من حيث البناء، تعتبر أهرامات الأسرة الرابعة هي الأهم المطلق.
قام أسلاف خوفو في الأسرة المصرية الثالثة وفي بداية الأسرة الرابعة ببناء أهراماتهم في الغالب على شكل أهرامات متدرجة، والتي كانت مكدسة بالطوب من الحجر الجيري، على سبيل المثال. هرم زوسر المدرج بسقارة. كان هناك نوعان من بناء الأهرامات المتدرجة: وضع الدرجات فوق بعضها البعض (سقارة) أو على شكل زبدية (ميدوم). تم إخفاء هذه الأهرامات المتدرجة لتبدو وكأنها أهرامات حقيقية. لكن فقط هرم سنفرو المنحني في دهشور تم تخطيطه وبنائه كأول هرم حقيقي.
تم بناء أهرامات الأسرة الرابعة في الجيزة كأهرامات حقيقية من كتل ضخمة من الحجر الجيري. لم يعد يُبذل هذا الجهد العظيم في الفترة التي تلت ذلك.
في الأسرتين الخامسة والسادسة، بُنيت الأهرامات مرة أخرى بأعمدة من الحجر الجيري.
في المملكة المصرية الوسطى تحدث المزيد من التبسيط. لم يتم بناء سوى هيكل عظمي مصنوع من الحجر الجيري وطوب طين النيل، والذي تم ملؤه فيما بعد بالرمل والأنقاض. أخيرًا الهرم الأسود لأمنمحات الثالث. في دهشور، ذكر الهيكل العظمي أيضًا.
على أي حال، كانت الأهرامات مقنعة. تتكون الطبقات السفلية في الغالب من الجرانيت الأسود والوردي، مع كسوة من الحجر الجيري الأبيض عالي الجودة من طرة أعلاه.
في شرق الأهرامات، عادة ما يتم بناء المعابد الجنائزية مباشرة على الأهرامات، وهناك طريق طويل يربط هذه المعابد بمعابد الوادي مباشرة على ضفة النيل. يقع مدخل الهرم (ولكنه غير مرئي تحت الكسوة) في الغالب على الجانب الشمالي من الهرم. غالبًا ما يوجد قبر ثانٍ جنوب الهرم، يسمى القبر الجنوبي، والذي، مع ذلك، له أهمية طقسية فقط.
الأهرامات المبكرة غير منقوشة. فقط من الأسرة الخامسة توجد زخرفة في غرف الدفن: النصوص الهرمية (على سبيل المثال تظهر في هرم تتي في سقارة).
تم وضع مقابر كبيرة إلى حد ما لأفراد العائلة المالكة وكبار المسؤولين حول الأهرامات. عادة ما يتم إنشاء المقابر على شكل جملونات عمودية بسيطة أو مصاطب. تُبنى المصاطب من الطوب اللبن أو الطوب من الحجر الجيري، وشكلها هو شكل هرم مكعب أو هرم مقطوع حاد الانحدار. تحتوي هذه البنية الفوقية على أماكن عبادة لأفراد الأسرة، ومجمع القبور الفعلي تحت الأرض ولا يمكن الوصول إليه عادة.
عادة ما تكون غرف القرابين وبعض غرف الدفن في المصاطب مزينة بشكل متقن. والغرض الرئيسي بالطبع هو رعاية الحياة بعد الموت، لذلك فإن لهم أيضًا أهمية طقسية. بشكل أساسي، يجد المرء مشاهد من الحياة اليومية ومشاهد من العمل اليومي لرب القبور، ويتكون مكان العبادة المركزي من ما يسمى بالباب الخاطئ، والذي يُظهر سيد القبر على طاولة القرابين، كنقطة اتصال بين الموتى ويتكون الحي. في العديد من القبور، يتم تحديد الحاجة بعد الموت في قائمة الضحايا. يتم الدفن في توابيت حجرية أو خشبية.

## المقابر

### حقول الهرم والمقابر
- أبو رواش، الأسرة الرابعة.

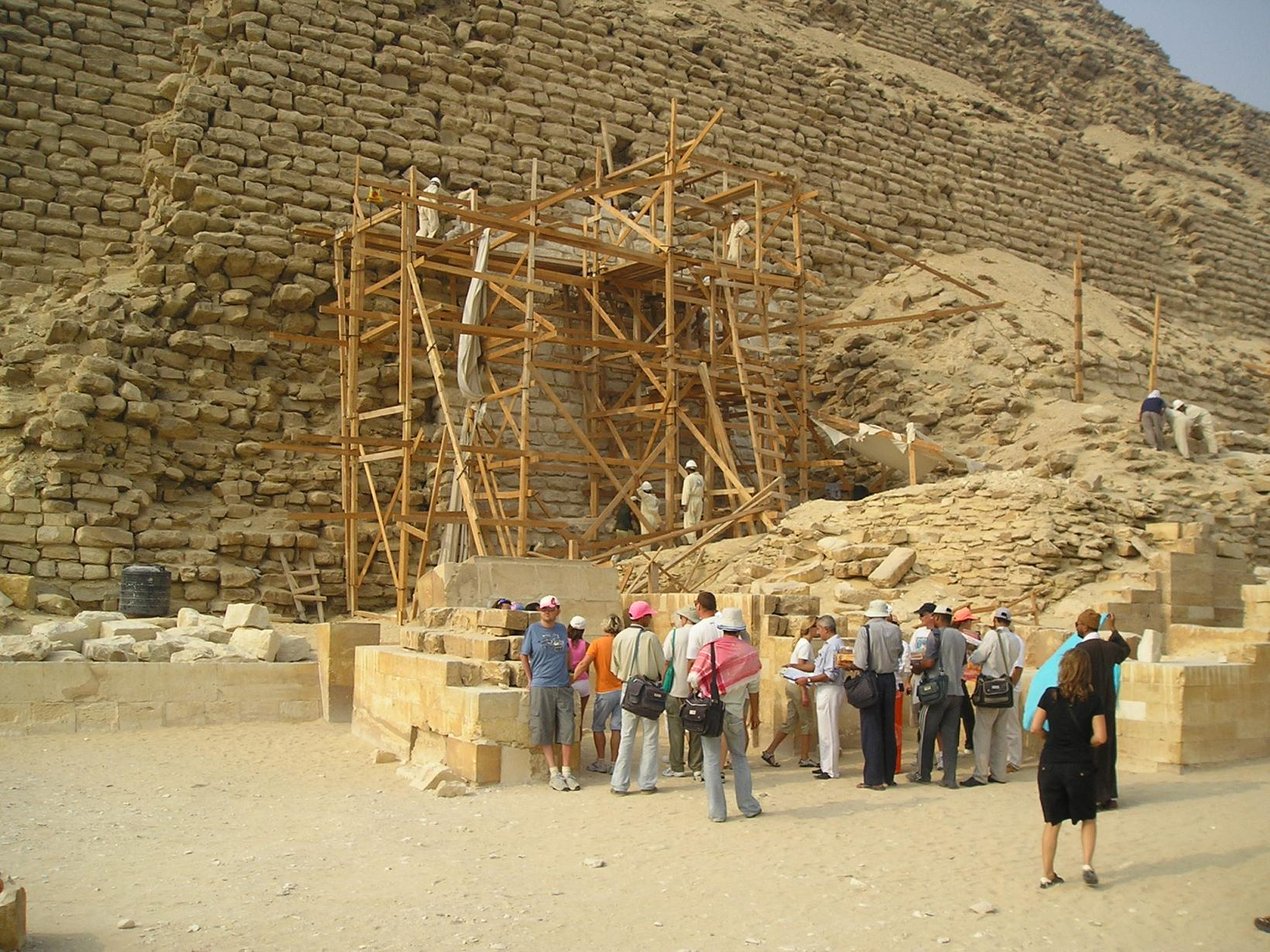
هرم زوسر المدرج

- مجمع أهرامات الجيزة، الأسرة الرابعة.
- زاوية العريان، الأسرة الثالثة والرابعة.
- أبو صير، الأسرة الخامسة.
- سقارة، الأسرة الثالثة، الأسرة الخامسة، الأسرة السادسة.
- دهشور، أوائل الأسرة الرابعة (سنفرو)، الأسرة الثانية عشرة، الثالثة عشرة.
- اللشت، الأسرة الثانية عشر.
- ميدوم، أوائل الأسرة الرابعة (سنفرو).

### المواقع ذات الصلة موضوعيًا
- أبو غراب، معابد الشمس المصرية، الأسرة الخامسة.
- منف، متحف عاصمة المملكة المصرية القديمة.
- سيلا، هرم صغير مدرج (الفيوم)، الأسرة الثالثة.
- هوارة (الفيوم) الأسرة الثانية عشر.
- اللاهون (الفيوم) الأسرة الثانية عشر.
- زاوية الميتين، هرم صغير مدرج (مصر الوسطى)، الأسرة الثالثة.